# Kilden i Provence
Kilden i Provence (originaltitel Jean de Florette) er en fransk, historisk dramafilm fra 1986, instrueret af Claude Berri og med Yves Montand, Gérard Depardieu og Daniel Auteuil i hovedrollerne. Den er første del af en film i to dele. Anden del er Manon og kilden (originaltitel Manon des sources), der ligeledes er fra 1986. Begge film er baseret på romaner af Marcel Pagnol.
Filmen var den hidtil dyreste franske filmproduktion og har siden gjort meget for promoveringen af Provence som turistområde.
Filmen handler om pariseren Jean de Florette (Depardieu), der arver en gård i Provence og beslutter sig for at drive den. Det bliver en kamp med det nådesløse, sydfranske klima og den lokale storbonde Papet (Montand), der selv vil have gården og derfor med ufine midler forsøger at få byboen til at give op. Det lykkes ikke, og Papet må se til, at hans lille bedrag efterhånden får langt mere katastrofale konsekvenser, end han havde tænkt sig.